# Knau (Neustadt an der Orla)
Knau ist ein Ortsteil der Stadt Neustadt an der Orla im thüringischen Saale-Orla-Kreis. Bis zum 31. Dezember 2019 gehörte Knau als eigenständige Gemeinde zur Verwaltungsgemeinschaft Seenplatte.

## Geografie
Knau und seine Ortsteile Posen und Bucha liegen im Thüringer Schiefergebirge im Westen des Gebietes der Plothener Teiche. Durch Knau fließt die Dreba. Etwas abseits des Ortes liegt die Posenmühle an diesem Bach.

### Geologie
Die muldenartige Hochfläche des Südostthüringer Schiefergebirges zwischen Knau und Plothen und das Klima mit seinen Niederschlagsmengen waren Voraussetzung für die geschaffene Seenlandschaft. Aber auch der Boden der Schieferverwitterungsböden mit seinem hohen Feinerdeanteil und dem hohen Humusgehalt war für die Entwicklung der Landwirtschaft bestimmend.

### Nachbarorte
Nachbarorte sind (von Norden im Uhrzeigersinn): Weira, Dreba, Volkmannsdorf, Schöndorf, Keila, Peuschen, Grobengereuth, Oberoppurg und Quaschwitz.

## Geschichte
Der Ort wird erstmals 1374 als Knauwe villa als Klosterhof der Benediktiner-Abtei zu Saalfeld urkundlich erwähnt. Mit großer Wahrscheinlichkeit liegen die Ursprünge des Ortes weiter zurück. Bei archäologischen Untersuchungen nahe dem mittelalterlichen Wohnturm des Knauer Rittergutes fand man Scherben aus dem 12. Jahrhundert. Es ist anzunehmen, dass die Kultivierung der ehemaligen Sumpflandschaft von dem Wirtschaftshof des Saalfelder Klosters ausging.
Der Ort gehörte zu einem Teil des Herrschaftsbereichs des Hauses Wettin (Amt Ziegenrück), ab 1485 zur Ernestinischen Linie, wurde 1567 an die Albertinische Linie verpfändet und verblieb dort von 1660 bis 1815. Nach dem Wiener Kongress kam der Neustädter Kreis 1816 zu Preußen. Der größte Teil – einschließlich Knau – wurde noch im gleichen Jahr dem Großherzogtum Sachsen-Weimar-Eisenach überlassen und gehörte nach 1850 zum V. Verwaltungsbezirk mit Sitz in Neustadt an der Orla. 1918 kam das Gebiet zum Freistaat Sachsen-Weimar, 1920 Freistaat Thüringen. Mit der Gebietsreform im Jahre 1922 wurde der Neustädter Kreis aufgelöst, und Knau ordnete man dem Landkreis Schleiz zu. Durch die Gebiets- und Verwaltungsreform der DDR kam der Ort 1952 zum neuen Kreis Pößneck des Bezirkes Gera. Nach der Neugründung des Freistaates Thüringen (1990) gingen diese Gemeinden 1994 in den größeren Saale-Orla-Kreis mit Sitz in Schleiz ein.

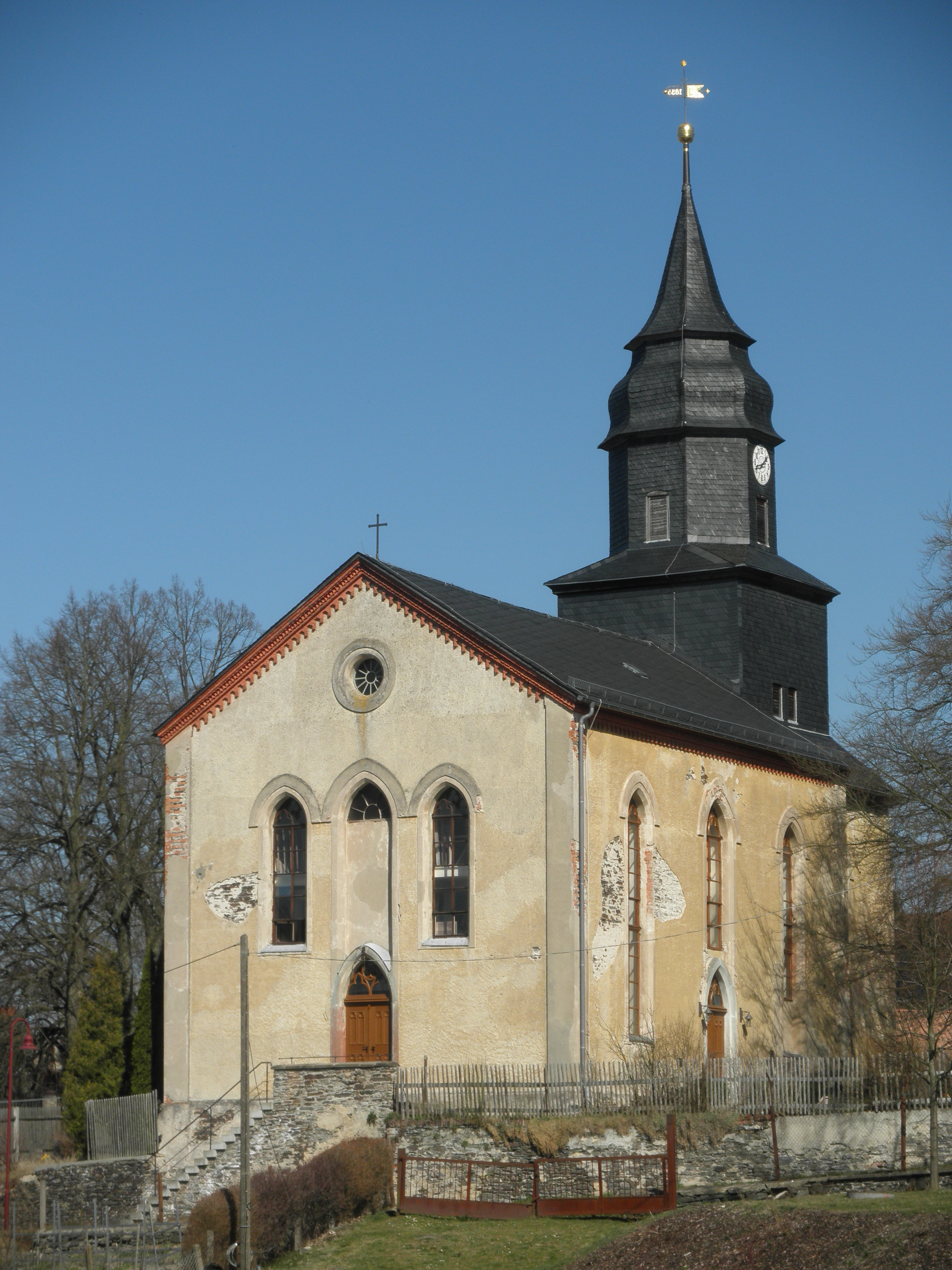
Kirche in Knau

Untrennbar ist die Geschichte von Knau mit der des Rittergutes verknüpft, dessen Besitzer stets die Geschicke des Ortes lenkten und auch die Gerichtsbarkeit ausübten: Das Rittergut Knau, das 1602 in den Besitz des Esaias von Brandenstein kam, umfasste u. a. auch Plothen, Neudeck, Bucha, Dreba, Schöndorf und Volkmannsdorf. Dieser ließ das Schloss in Knau und die Kirche neu erbauen. So gab es 1608 ein mit dem Rittergut verbundenes Renaissance-Schloss in Knau, mit einer einzigartigen Schiffskehlendecke. Die prachtvolle Fassade wurde bei „Sanierungsarbeiten“ Mitte der 1950er Jahre stark vereinfacht, so wie sie sich heute darbietet.
Besitzer des Gutes waren:
- Herzogin Maria Amalia: ab 1703
- Anna Sophie von Einsiedel: um 1725
- Eajus Rudolf Haubold von Einsiedel: um 1730
- Johann Georg von Einsiedel: seit 1743
- Familie Schmatz: bis 1871
- Familie Schneider (zuletzt Herbert Schneider): ab 1871 bis 1945

1923 bewirtschaftete Paul Schneider das Gut Knau mit 915 Hektar Wirtschaftsfläche.
Im April 1945 führte ein Gefangenenmarsch von Zwangsarbeitern durch den Ort. Vermutlich wurden zehn Zwangsarbeiter von SS-Männern erschossen und auf dem Friedhof begraben. Ein Steinkreuz erinnert an dieses Geschehen. Kurz danach wurde Knau von der amerikanischen Armee besetzt und Anfang Juli – wie ganz Thüringen – an die Rote Armee übergeben.
Das Rittergut wurde 1945 durch die Bodenreform entschädigungslos enteignet und ein Jahr als Stützpunkt der Roten Armee genutzt. Der letzte Gutsbesitzer, Herbert Schneider, wurde von sowjetischen Soldaten verschleppt und an einem unbekannten Ort erschossen. Dessen Mutter, Minna Schneider, starb kurz darauf.
1946 nannte sich das ehemalige Rittergut nun Staatsgut, 1947 Thüringer Landesgut und ab 1949 Volkseigenes Gut (VEG), in dessen Stallungen bis 1990 Schweine und Rinder standen. Von 1946 bis 1951 befand sich im Herrenhaus die Thüringer Lehr- und Versuchswirtschaft für Schweinehaltung Knau. Danach gab es 1952 die Forschungsstelle für Tierhaltung Knau der Deutschen Akademie der Landwirtschaftswissenschaften (DAL) zu Berlin, ab 1962 bezeichnet als Institut für Tierhaltung Knau. 1964 wurde diese Knauer Einrichtung geschlossen und das Gut von 1965 bis 1968 eine Abteilung des VEG Tierzucht Ludwigshof b. Ranis. Danach ordnete man die Feldwirtschaft der Gemeinsamen Abteilung Pflanzenproduktion (GAP), später Kooperativen Abteilung Pflanzenproduktion (KAP) und schließlich Landwirtschaftlichen Produktionsgenossenschaft Pflanzenproduktion (LPG P) „Ernst Thälmann“ Knau mit zu, die für dieses Gebiet zuständig waren. Die bekannte Edelschweinzuchtherde des Gutes Knau wurde dagegen bis etwa 1976 eine Abteilung der Kooperationsgemeinschaft (KOG) „Orlatal“ mit Sitz in Oppurg, und danach übernahm die schon bestehende LPG Tierproduktion „Klausengrund“ Knau, die bereits eine Sauenanlage im Ortsteil Posen betrieb und bis 1990 bestand, den Gutshof mit seinen Tierbeständen. Von 1953 bis 1991 gab es noch die neu errichtete Mastprüfungsanstalt für Schweine Knau am Südrand des Ortes. Die Anlage unterstand bis 1964 der DAL, danach der Vereinigung Volkseigener Betriebe (VVB) Tierzucht Paretz und war für Thüringer Schweine-Herdbuchzuchten zuständig.
Bis 1991 befand sich in der Nähe von Knau (zwischen Knau und Weira) auch das zweitgrößte Schweinezucht- und -mast-Kombinat (SZMK) der DDR mit 180.000 Schweinen. Durch nicht umweltgerechte Entsorgung von Fäkalien und anderen Abfallstoffen entstand eine massive Umweltschädigung von Luft, Boden und Wasser. Der Pfarrer Peter Taeger gründete einen Umweltkreis und gab eine Zeitschrift Leidplanke heraus. Im Herbst 1989 veranstaltete eine Bürgerinitiative Demonstrationen mit Tausenden von Teilnehmern gegen das SZMK. Nach dem Ende der DDR wurde die Schweinehaltung in diesem Betrieb 1991 eingestellt.
Der volkseigene Vermögensanteil des Gutes Knau kam 1990 in die Verwaltung der Treuhandanstalt. 1992 vernichtete ein Großbrand ein Drittel der historischen Bausubstanz des Gutes. Dadurch wurde die Geschlossenheit der Gesamtanlage zerstört. Etwa 10 Hektar mit Wirtschaftshof und Park erwarb 1999 die Gemeinde Knau. Sie konnte bereits 2003 nach Umbaumaßnahmen das „Bürgerbegegnungszentrum“ der Gemeinde zur öffentlichen Nutzung freigeben. Zurzeit erstrebt der Förderkreis Rittergut Knau e. V., das frühere Schloss zu retten, indem er praktische Schritte zur denkmalgerechten Sanierung des Ensembles organisiert und verwirklicht.
Bäuerliche Flächen der ehemaligen LPG Pflanzenproduktion Knau wurden mit der Tierproduktion wieder zusammengeführt und weiterhin über mehrere Ortschaften geordnet. Als Nachfolgebetrieb entstand die Agrofarm Knau e. G. Sie betreibt auf 1.800 Hektar eine umfangreiche Pflanzenproduktion, die Zucht und Mast von Schweinen zur Direktvermarktung sowie die Haltung von Milch- und Mutterkühen.
Am 1. Januar 2019 wurde die Nachbargemeinde Bucha nach Knau eingemeindet. Am 31. Dezember 2019 wurde Knau wiederum ein Ortsteil von Neustadt an der Orla.

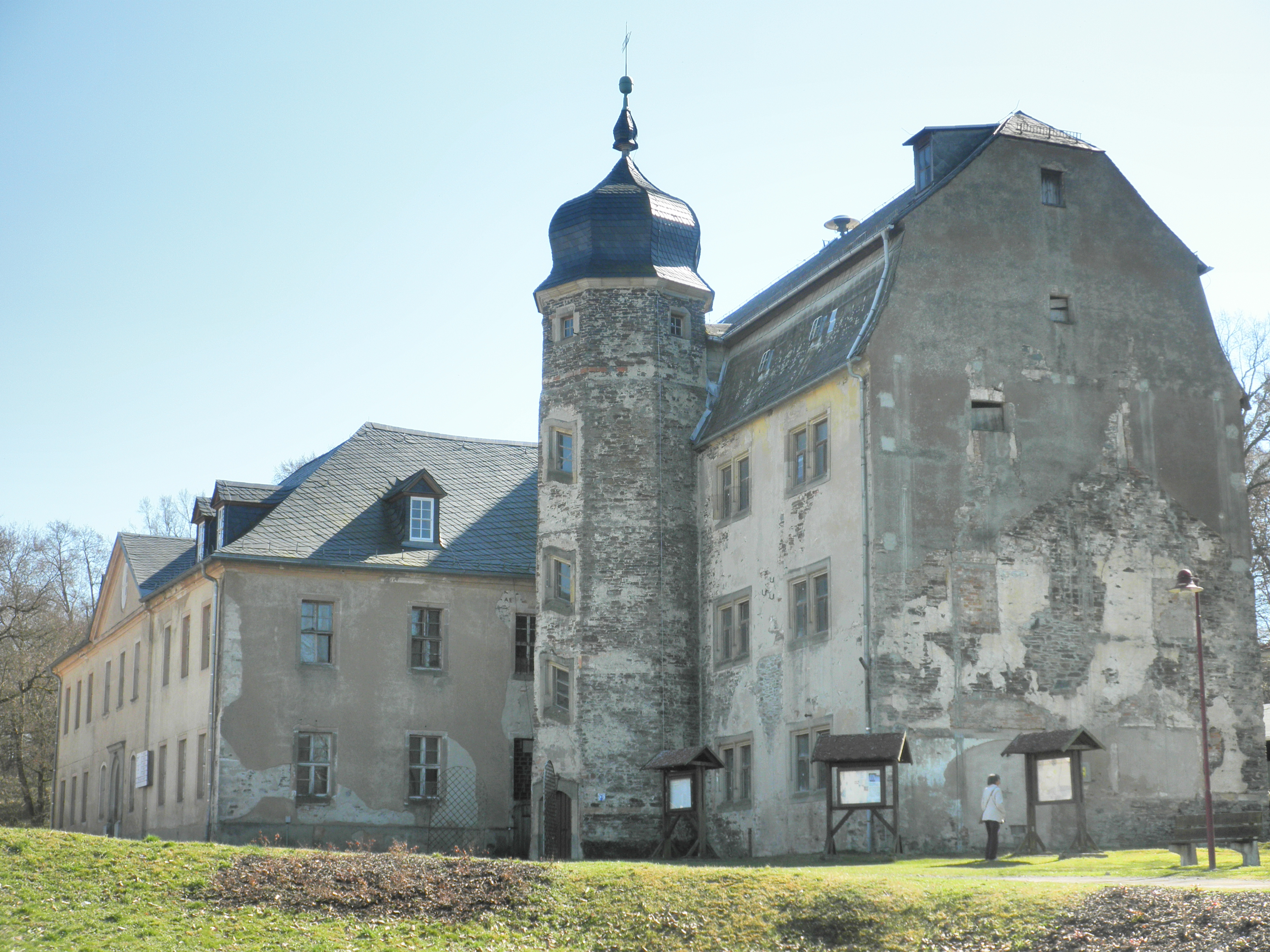
Herrenhaus des Ritterguts (2010)
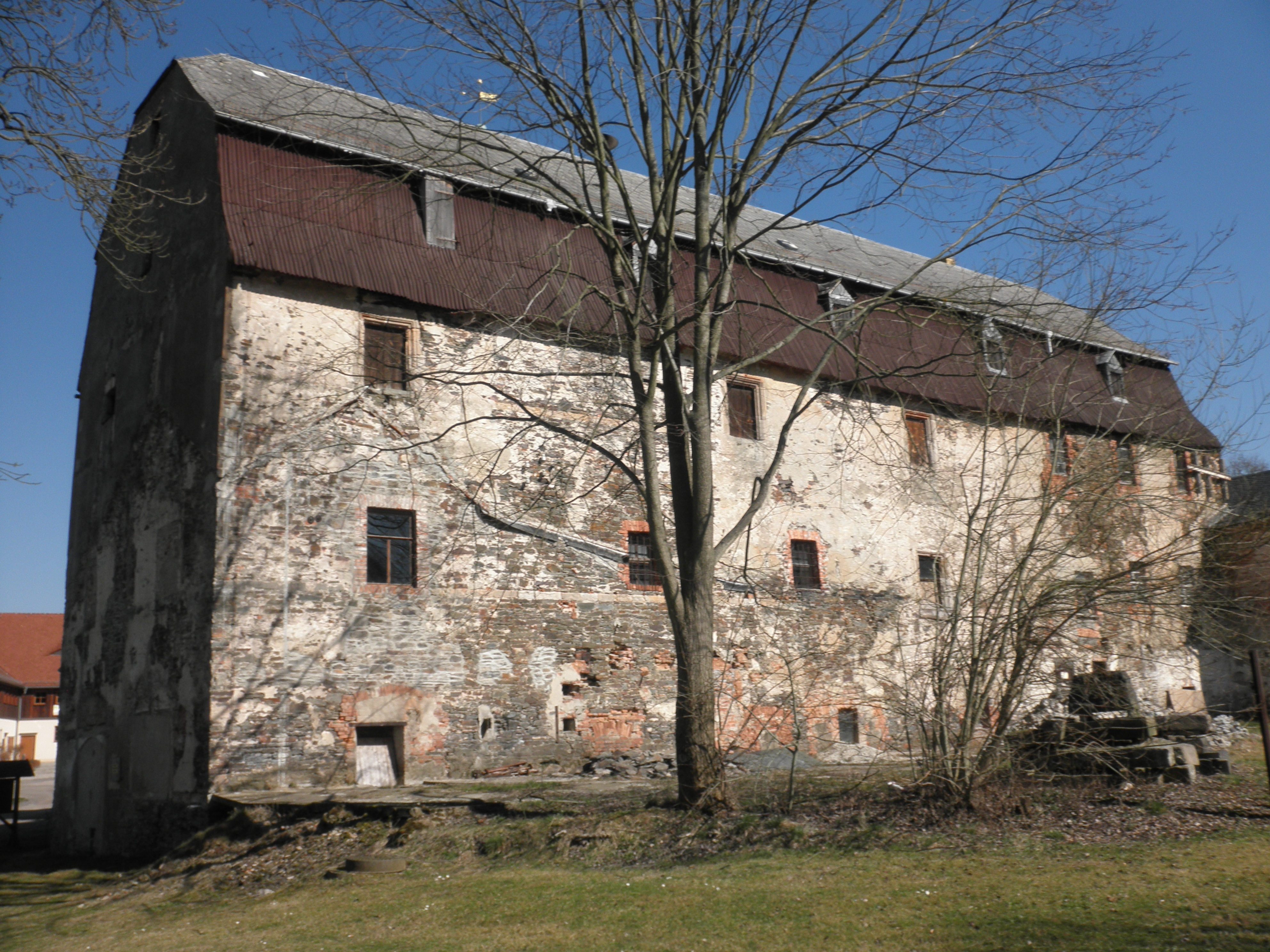
Herrenhaus Rückseite des Renaissance-Teils (2012)
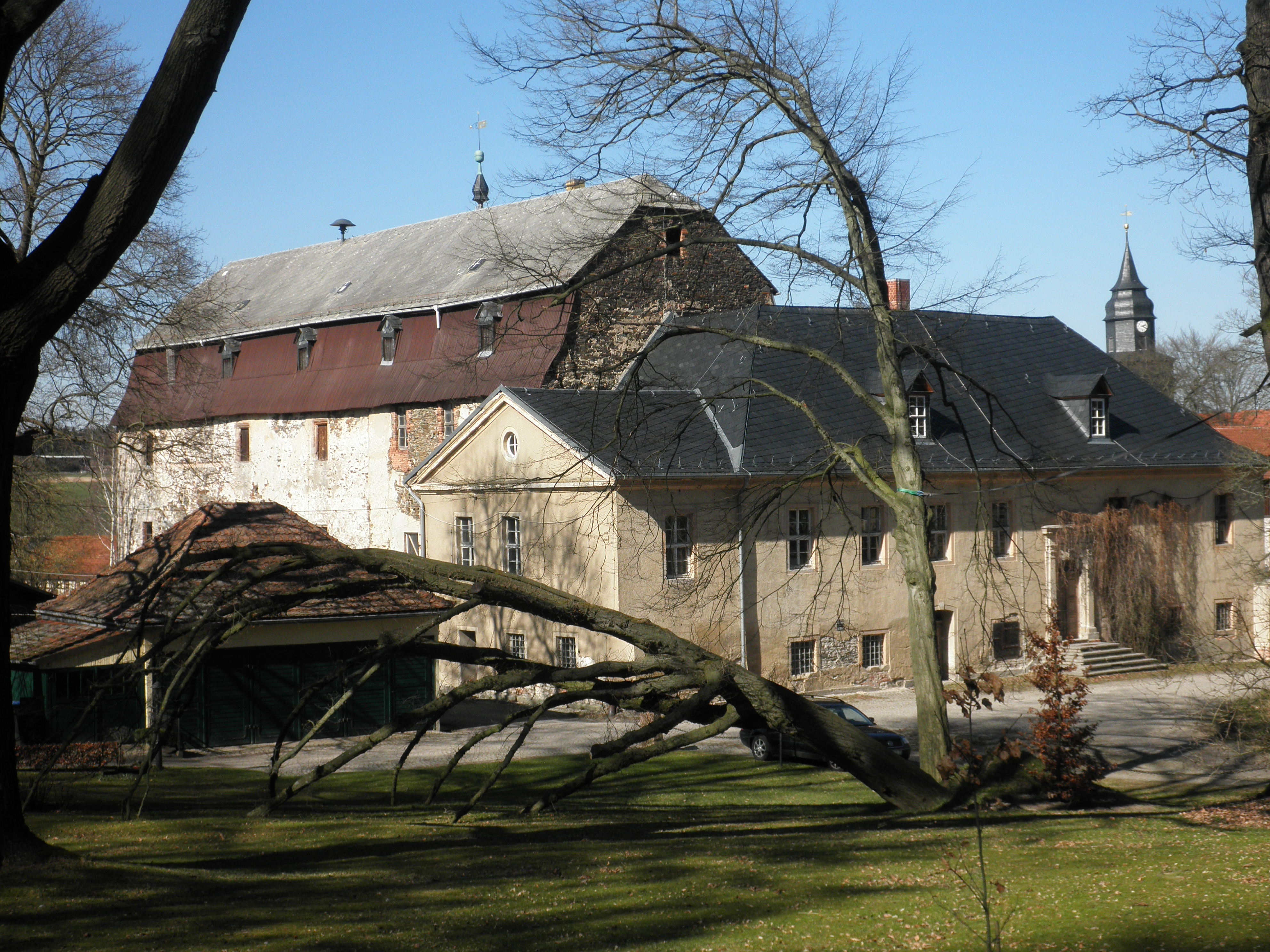
Herrenhaus Rückseite (2012)
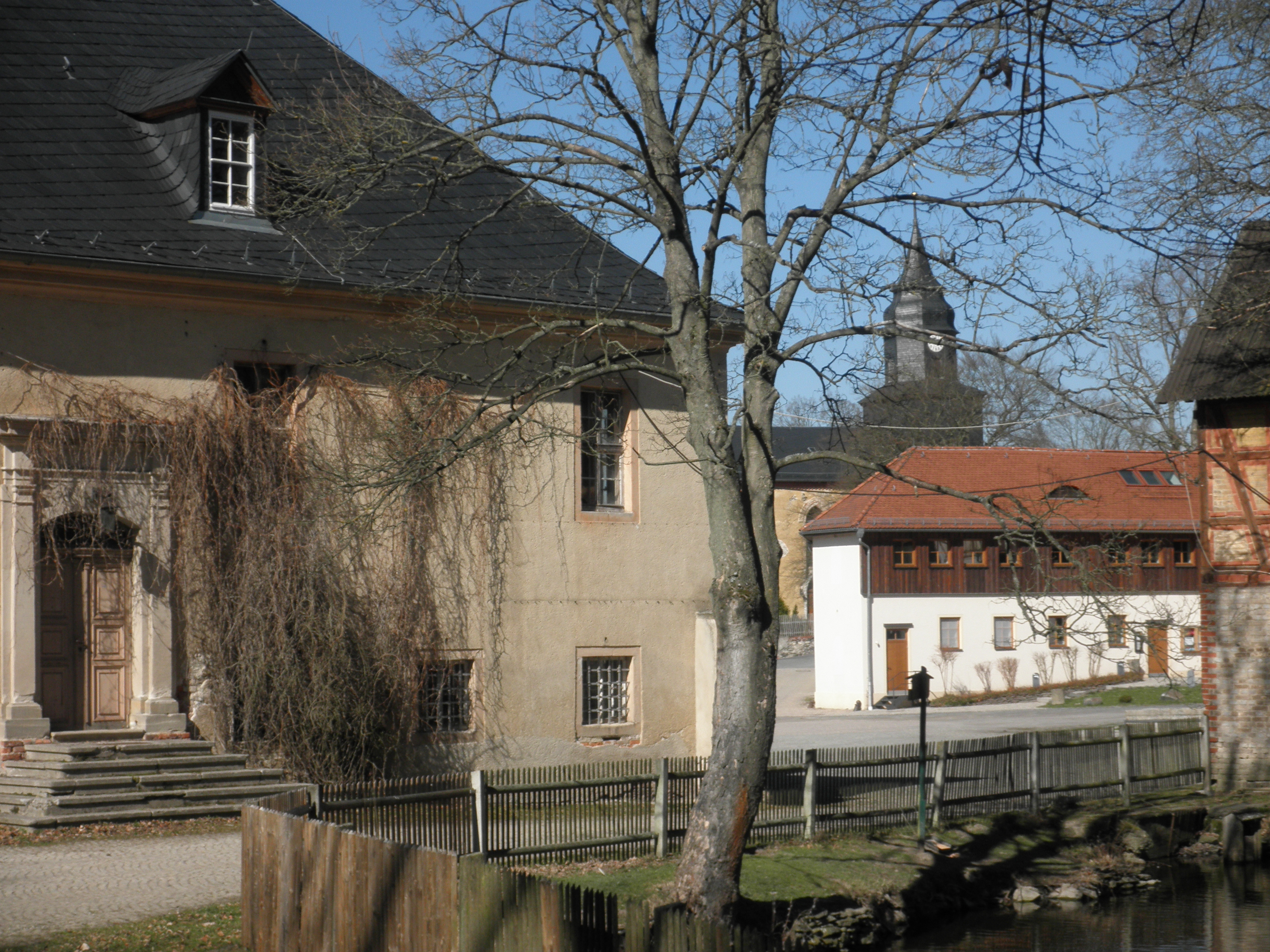
Herrenhaus Gut Kirche (2012)

### Einwohnerentwicklung
Entwicklung der Einwohnerzahl (jeweils 31. Dezember):
| - 1994: 813 - 1995: 798 - 1996: 794 - 1997: 784 - 1998: 768 - 1999: 761 | - 2000: 759 - 2001: 768 - 2002: 762 - 2003: 726 - 2004: 725 - 2005: 724 | - 2006: 718 - 2007: 707 - 2008: 689 - 2009: 679 - 2010: 654 - 2011: 637 | - 2012: 619 - 2013: 614 - 2014: 616 - 2015: 612 - 2016: 627 - 2017: 625 | - 2018: 626 |

Datenquelle: Thüringer Landesamt für Statistik

## Persönlichkeiten
- Esaias von Brandenstein (* 1567 in Oppurg, † 1623 in Knau), Jurist, Kanzler, Oberhofrichter, Diplomat, Großgrundbesitzer, Erbauer von Schloss und Kirche in Knau
- Wilhelm Börner (* 1788 in Knau, † 1855 in Mosen), Diakonus in Ranis und Heimatforscher
- Carl Gustav Boerner (* 1790 in Knau; † 1855 in Leipzig), Maler und Kunsthändler
- Hugo Michel (* 1866 in Knau, † 1944 in Weimar), Sammler, Briefmarkenhändler und Herausgeber des Michel-Briefmarkenkatalogs

## Wirtschaft und Verkehr
Die Fischerei und Landwirtschaft prägten und prägen den Ort und die Landschaft. Der Ort ist über die Landesstraße 2350 an das Straßenverkehrsnetz angeschlossen. Ende des 19. Jahrhunderts erhielt der Ort einen Bahnhof an der Bahnstrecke Triptis–Blankenstein. Der Zugverkehr wurde 1998 eingestellt, 2005 die Strecke stillgelegt.